# ناختياغ كوشفادا 2
ناختياغ كوشفادا 2 (NJG 2) جناح مقاتلات ليلية ألمانية خلال الحرب العالمية الثانية. تم تشكيل NJG 2 في 1 سبتمبر 1940 في خيلزه آن راين، من الوحدات الفرعية لـ ناختياغ كوشفادا 1 ( NJG 1) وزيروستيرغشويتر 2 (ZG 2).

## مسرح البحر الأبيض المتوسط 1941-1942
في نوفمبر 1941 4. انتقل 4./NJG 2 إلى قطانية، وبقي هناك حتى فبراير 1942، عندما انتقل إلى ليوواردين وانضم إلى ما تبقى من II./NJG 2.

## القادة
- المقدم Karl Hülshoff ، 1 نوفمبر 1941 - 31 ديسمبر 1943
- الرائد هاينريش برينز زو ساين-فيتجنشتاين ، 1 يناير 1944 - 21 يناير 1944
- أوبرست Günther Radusch ، 4 فبراير 1944 - 11 نوفمبر 1944
- الرائد بول سمراو ، 12 نوفمبر 1944 - 8 فبراير 1945
- المقدم Wolfgang Thimmig ، 8 فبراير 1945 - 5 مايو 1945